# Syndicat intercommunal à vocation multiple
Syndicat intercommunal à vocation multiple (SIVOM) ist eine Kategorie interkommunaler Zweckverbände in Frankreich, eingeführt durch eine gesetzesvertretende Verordnung (ordonnance) vom 5. Januar 1959. Durch ein Gesetz vom 5. Januar 1988 erhielten Gemeinden die Möglichkeit, Kompetenzen einzeln auf ein SIVOM zu übertragen (syndicalisme à la carte). Ab den 1990er Jahren wurden fast alle dieser Organisationen durch Communautés de communes ersetzt.

## Belege
1. ↑  Ordonnance no 59-29 du 5 janvier 1959 relative aux syndicats de communes